# Just Because
Just Because is een nummer van de Amerikaanse rockband Jane's Addiction uit 2003. Het is de eerste single van hun derde studioalbum Strays.
"Just Because" was het meest succesvolle nummer van Jane's Addiction. Het was met een 72e positie niet heel succesvol in de Amerikaanse Billboard Hot 100, maar in het Verenigd Koninkrijk werd het met een 14e positie wel een hit. In Nederland haalde het nummer een 13e positie in de Tipparade.